# Boyd Gaines
Boyd Payne Gaines (Atlanta, Georgia, 11 de mayo de 1953) es un actor de teatro, de cine y televisión estadounidense.
Gaines, hijo de Ida y James Gaines, ha aparecido en varias películas y en televisión, incluyendo El sargento de hierro (Teniente M, R. Ring), Fame, L.A. Law y Law & Order; pero quizás sea mucho más conocido por interpretar al estudiante dentista Mark Royer, en One Day at a Time, y al entrenador Brackett, de la película Porky's. Además, en Broadway ha intervenido en las producciones Twelve Angry Men (2004), de Reginald Rose y Driving Miss Daisy (2010), de Alfred Uhry.
Gaines es también actor de doblaje, y ha publicado varios libros.